# Lodowiec Tulaczyka
Lodowiec Tulaczyka (Tulaczyk glacier) – lodowiec położony w Górach Ellswortha na Antarktydzie. Lodowiec został nazwany przez Advisory Committee on Antarctic Names na cześć polskiego geologa Sławomira Tułaczyka.